# Josef Steger (Politiker)
Josef Steger (* 5. Oktober 1879 in Balzers; † 18. Februar 1963 ebenda) war ein liechtensteinischer Politiker.

## Biografie
Steger war der Sohn des Bäckers Johann Anton Steger und dessen Frau Louisa (geborene Frick). Er war Bürger der Gemeinde Balzers und arbeitete als Maurer und Landwirt. Von 1924 bis 1927 sowie erneut von 1930 bis 1933 war er Mitglied im Gemeinderat von Balzers. Des Weiteren war Steger von April 1926 bis 1928 für die Volkspartei (VP) Abgeordneter im Landtag des Fürstentums Liechtenstein. Nachdem er bereits von 1923 bis 1926 Regierungsrat war, bekleidete er dieses Amt von 1932 bis 1936 ein weiteres Mal. Während dieser zweiten Amtszeit wechselte er zur Fortschrittliche Bürgerpartei (FBP).
Von 1936 bis 1945 war er Mitglied des Aufsichtsrates der Spar- und Leihkasse des Fürstentums Liechtenstein.
1920 heiratete er Anna Wille. Aus der Ehe ging ein Sohn, der spätere Regierungsrat Gregor Steger, hervor.